# 郭廷序
郭廷序（1501年—1547年），字循夫，號介齋，廣東潮陽人，明朝政治人物，同进士出身。

## 生平
嘉靖元年（1522年）壬午科廣東鄉試第七十一名舉人。嘉靖二十年（1541年）中式辛丑科會試第一百三名，登第三甲第一百六十六名進士。任江西貴溪縣知縣。

## 家族
曾祖郭聰；祖父郭吾；父郭漢，母丁氏。永感下。兄郭廷秀（贡士）。